# Nanumanga
Nanumanga (auch Nanumaga) ist eine Insel des Pazifikstaates Tuvalu und einer der acht Bezirke des Landes. Hauptort ist Tokelau. Die Insel hat 491 Einwohner (Stand 2017) in zwei Dörfern. Historisch war die Insel in drei Bezirke unterteilt: Tonga, Tokelau und Lemuli. Davon sind nur noch Tonga und Tokelau bewohnt. Beide Dörfer liegen in unmittelbarer Nachbarschaft an der Westküste; Tokelau liegt nördlich von Tonga. Die Insel ist 2,78 Quadratkilometer groß.

## Geschichte
1986 entdeckten Taucher 40 Meter unter dem Wasser die Unterwasserhöhlen von Nanumanga, in denen Hinweise auf eine Besiedlung der Insel seit 6000 vor Christus gefunden wurden.

## Geographie
Nanumanga ist etwa drei Kilometer lang und 1,5 Kilometer breit. Der nördlichste Punkt ist Te Kaupapa, der südlichste Punkt Te Papa. Auf der Insel gibt es einen kleinen Salzwassersee mit dem Namen Vaitoa, in dem Mangroven wachsen. Durch den See führt ein Weg von Steinen, der die beiden Dörfer der Insel Toga und Matematefaga verbindet. Außerdem gibt es noch zwei kleinere Salzwasserseen im Süden der Insel, Loto'aiga und Haapai.